# Afroepacra kuhlgatzi
Afroepacra kuhlgatzi is een rechtvleugelig insect uit de familie Gryllacrididae. De wetenschappelijke naam van deze soort is voor het eerst geldig gepubliceerd in 1908 door Achille Griffini als Gryllacris kuhlgatzi. In 1911 duidde hij de soort aan als de  typesoort van het nieuwe geslacht Afroepacra. De soort komt voor in Oost-Afrika.